# Gruzijska Sovjetska Socijalistička Republika
Gruzijska Sovjetska Socijalistička Republika (gru.: საქართველოს საბჭოთა სოციალისტური რესპუბლიკა / Sakartvelos sabčota socialisturi respublika; rus.: Грузинская Советская Социалистическая Республика, akronim: GSSR) bila je jedna od 15 republika Saveza Sovjetskih Socijalističkih Republika.

## Povijest
Nakon povlačenja snaga Antante iz Zakavkazja, snage ruske Crvene armije porazile su Demokratsku Republiku Gruziju. Nakon toga je 25. veljače 1921. godine proglašena Gruzijska Sovjetska Socijalistička Republika. 2. ožujka 1922. godine, donesen je prvi Ustav Gruzijske SSR. Gruzijska SSR je, od 12. ožujka 1922. do 5. prosinca 1936. godine, bila dio Transkavkaske SFSR, zajedno s Armenskom i Azerbejdžanskom SSR. Glavna politička ličnost tog razdoblja u Gruziji bio je Lavrentij Berija, tada prvi sekretar Centralnog komiteta Komunističke partije Gruzije. Za vrijeme Berijine vlasti nad tajnom policijom, u razdobljima 1935. – 1938., 1942. i 1945. – 1951. godine stradalo je oko 150.000 osoba.
Hitlerov plan nakon invazije na Sovjetski Savez, lipnja 1941. godine, bio je čim prije stići do gruzijskih polja nafte, ali njemačke snage nisu uspjele doći do Kavkaza. Iz Gruzije se na strani Crvene armije borilo oko 700.000 vojnika, od kojih je oko 350.000 poginulo. Određen broj protusovjetski raspoloženih Gruzijaca borilo se i na strani Nijemaca, u Gruzijskoj legiji. U ovom razdoblju, Staljin je naredio deportiranje Čečena, Inguša, Karačajevaca i Balkaraca sa Sjevernog Kavkaza iz straha kako ne bi surađivali s Nijemcima i ukinuo njihove autonomne republike. Pojedina područja tih republika bila su do 1957. godine priključena Gruzijskoj SSR.
Staljinova podrška domoljubnom jedinstvu za vrijeme rata, privrmeno je utišala snagu gruzijskog nacionalizma. Jedna od posljedica toga bile su studentske demonstracije u Tbilisiju protiv Hruščovljeve politike destaljinizacije, 9. ožujka 1956. godine. U suzbijanju demonstracija smrtno je stradalo oko stotinu studenata.
Hruščov je 1950-ih potakao decentralizaciju u sovjetskom gospodarstvu, što su gruzijski stranački službenici iskoristili za osobne probitke. Tako je uz službenu, državno dirigiranu, ekonomiju postojala i prikrivena pseudo-kapitalistička ekonomija. Zbog toga je Gruzija bila jedna od ekonomski uspješnijih sovjetskih država, ali i s visokim stupnjem korupcije.
Gruzijski nacionalizam ponovo izbija na površinu 1978. godine, kada je vlada u Moskvi naredila reviziju ustavnog statusa gruzijskog jezika, kao službenog jezika Gruzije. Pritisnuta demonstracijama 14. travnja 1978., Moskva je iste godine odobrila Ševardnadzeovu ustavnu garanciju. Poslije toga je 14. travnja ustanovljen kao Dan gruzijskog jezika.
Pošto je Ševardnadze 1985. godine postao sovjetski ministar vanjskih poslova, u Gruziji ga je na mjestu minsitra unutarnjih poslova zamijenio Jumber Patijašvili. Patijašvili je bio konzervativni komunist, koji se nije mogao nositi s izazovima Perestrojke. Utjecaj nacionalista rastao je do kraja 1980-ih, zbog čega su često dolazili u sukob s komunistima. Sovjetske trupe su, 9. travnja 1989. godine, prilikom suzbijanja mirnih demonstracija, ubile 20 Gruzijaca, a stotine su ranjene. Nakon ovog incidenta, čak su i neki gruzijski komunisti počeli razmatrati kako je jedino rešenje tenzija neovisnost Gruzije.
U republici su, 28. listopada 1990. godine, održani parlamentarni izbori, a 15. studenoga Gruzijska SSR je preimenovana u Republiku Gruziju. Njen tadašnji predsjednik, Zvijad Gamsahurdia, proglasio je neovisnost 9. travnja 1991. godine. Sovjetska vlada nije priznala ovo jednostrano proglašenje neovisnosti, pa je Gruzija ostala dijelom SSSR-a sve do njegovog službenog raspuštanja 25. prosinca 1991. godine.